# Nyassachromis
Nyassachromis is een geslacht van straalvinnige vissen uit de familie van de cichliden (Cichlidae).

## Soorten
- Nyassachromis boadzulu (Iles, 1960)
- Nyassachromis breviceps (Regan, 1922)
- Nyassachromis leuciscus (Regan, 1922) (Small Green Utaka)
- Nyassachromis microcephalus (Trewavas, 1935)
- Nyassachromis nigritaeniatus (Trewavas, 1935)
- Nyassachromis prostoma (Trewavas, 1935)
- Nyassachromis purpurans (Trewavas, 1935)
- Nyassachromis serenus (Trewavas, 1935)